# Asplenium lessinense
Asplenium lessinense är en svartbräkenväxtart som beskrevs av Vida och Reichst. Asplenium lessinense ingår i släktet Asplenium och familjen Aspleniaceae. Inga underarter finns listade.